# Joest Racing

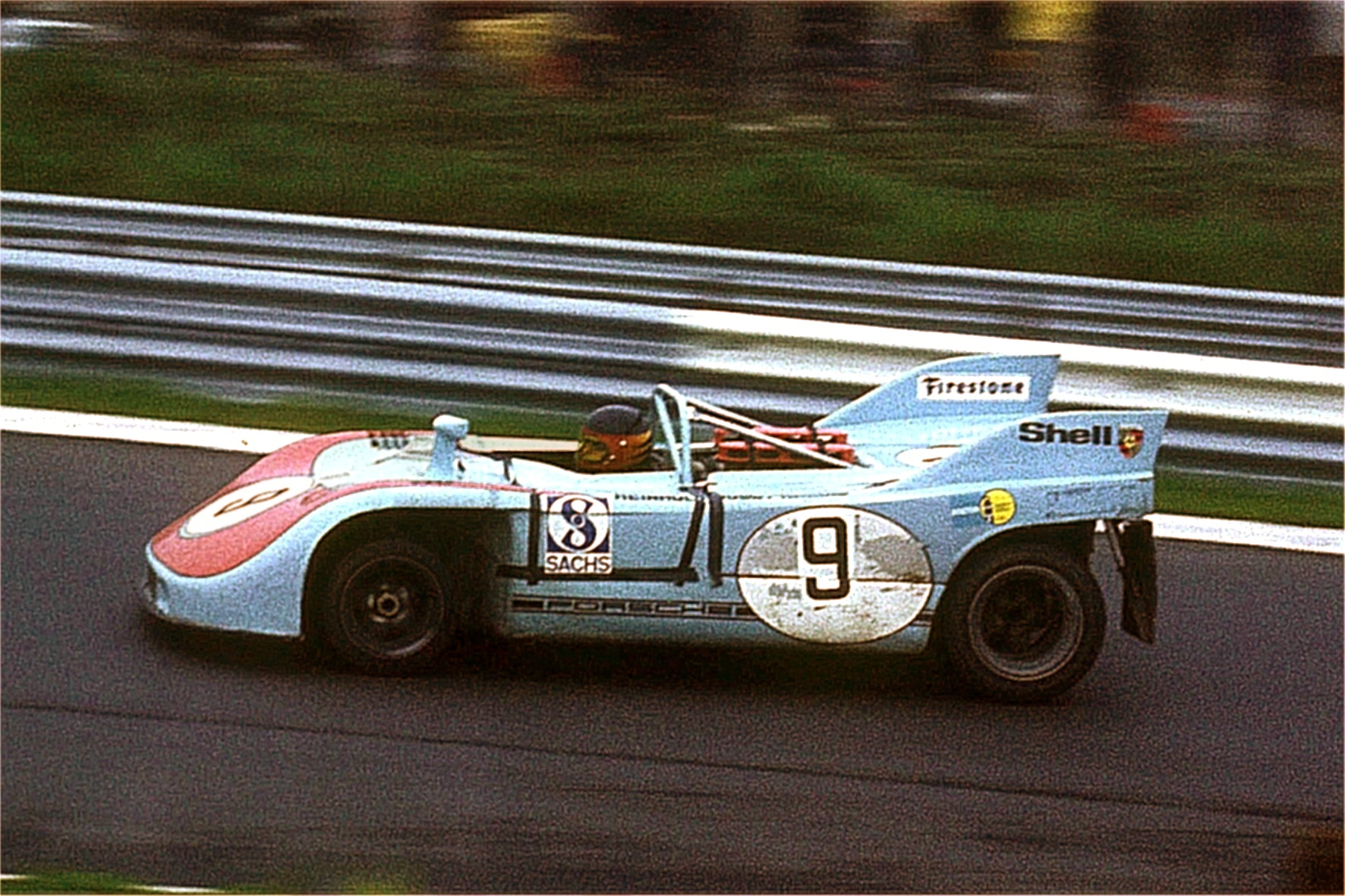
Reinhold Joest im Porsche 908/03 beim 1000-km-Rennen auf dem Nürburgring 1972

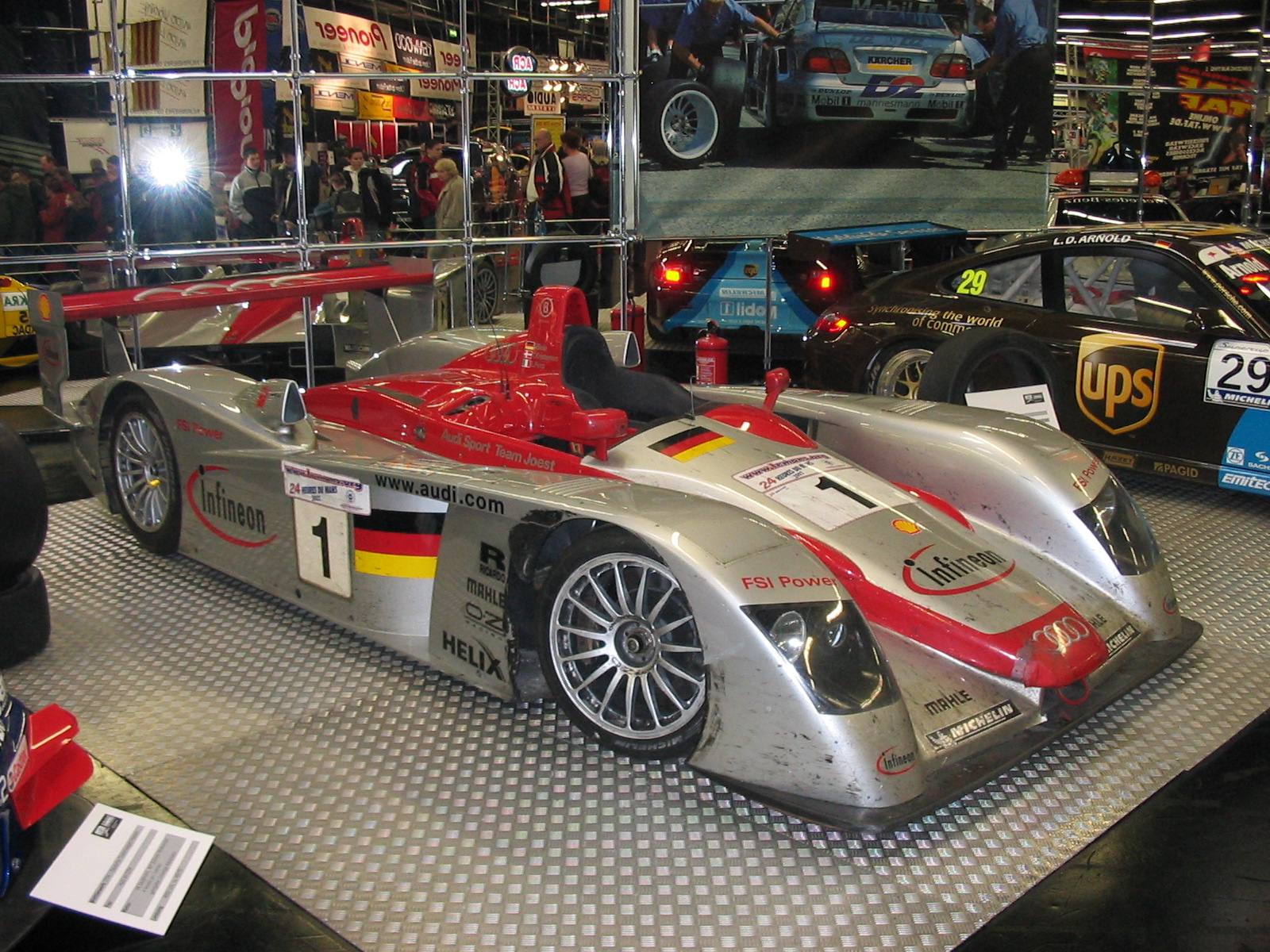
Audi R8 Seriensiegerfahrzeug des Joest Teams

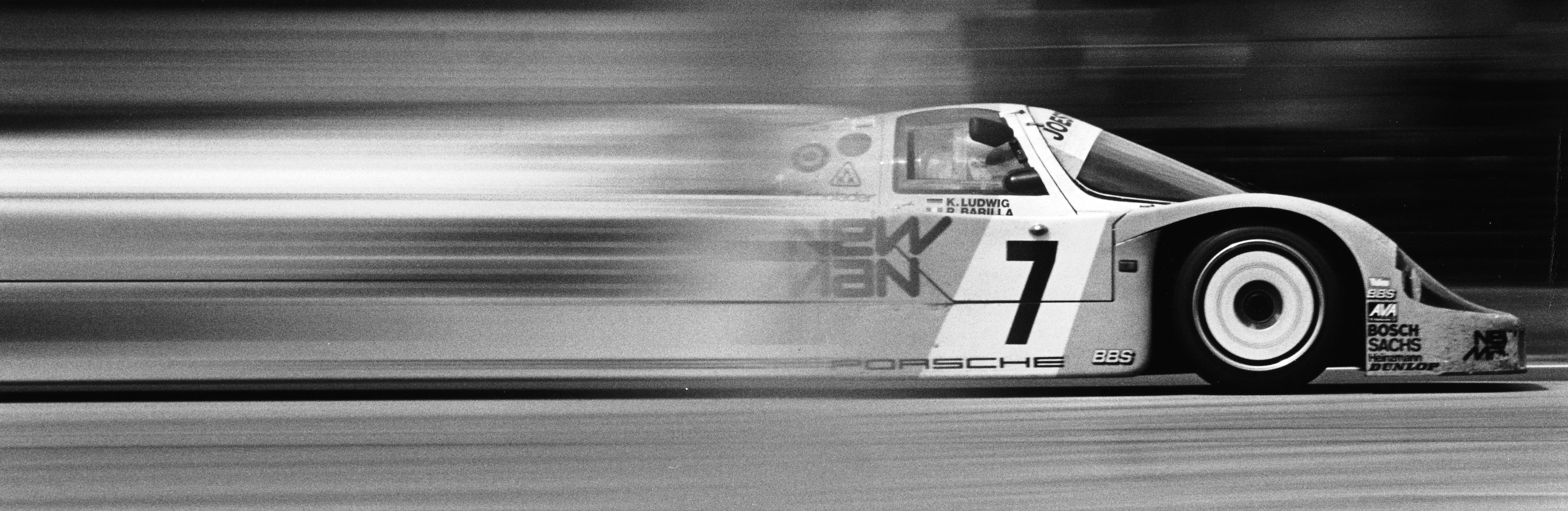
1985: Der Joest-Porsche 956 C gewinnt das 24-Stunden-Rennen von Le Mans

Joest Racing ist das Motorsport-Team von Gründer Reinhold Joest mit Sitz in Wald-Michelbach. Im Renneinsatz mit Audi wird das Team als Audi Sport Team Joest gelistet. Teamdirektor und Geschäftsführer ist Ralf Jüttner.

## Geschichte
Reinhold Joest begann seine Karriere als Rennfahrer 1962 mit Bergrennen im heimischen Odenwald. In den 1970er-Jahren fuhr er Sportwagenrennen mit dem Porsche 908 und gründete 1978 sein Rennteam. Neben vielen Erfolgen als Fahrer konzentrierte er sich ab 1982 auf die Rolle als Teamchef.
In den 1980er- und 1990er-Jahren war das Team bei allen großen Langstreckenrennen wie dem 24-Stunden-Rennen von Daytona, dem 12-Stunden-Rennen von Sebring, Road America, dem 1000-km-Rennen auf dem Nürburgring und dem 24-Stunden-Rennen von Le Mans erfolgreich, mit Porsche 935, Porsche 936 und Porsche 956. Mit Klaus Ludwig konnte Joest 1984 und 1985 zweimal hintereinander mit demselben Wagen in Le Mans gewinnen. Der gleiche Coup gelang dem Team ein weiteres Mal 1996 und 1997 mit dem TWR-Porsche WSC-95, Startnummer 7.
1996 gewann Joest Racing mit Fahrer Manuel Reuter und einem Opel Calibra die International Touring Car Championship. Im selben Jahr siegte das Team mit TWR-Porsche WSC95 zum dritten Mal in Le Mans. Im Folgejahr wurde der Le-Mans-Sieg mit demselben Wagen wiederholt.
Seit 1998 ist Joest eng mit Audi Motorsport verbunden und konnte die gemeinsamen Erfolge in Le Mans und in der American Le Mans Series mit dem Sportprototyp Audi R8 feiern.
2003 gewann das Team Joest mit dem Bentley Speed 8 in Le Mans, wurde dort aber offiziell aus Marketinggründen als Bentley-Werksteam geführt. Die Entwicklung des Bentley Speed 8 basiert auf dem Audi R8C von 1999 mit aktueller Technik des Audi R8.
Ab dem Jahr 2004 fuhr das Team auch für Audi in der DTM. Die Erfolge blieben jedoch hinter den Erwartungen zurück, Punkteränge blieben eine Ausnahme. Aus diesem Grund zog Joest sich Ende 2005 aus der Serie zurück.
Ab 2006 wurde der Sportprototyp Audi R10 TDI mit Dieselmotor erfolgreich eingesetzt, mit Siegen bei den 12 Stunden von Sebring und den 24 Stunden von Le Mans. Dessen Nachfolger, der R15, kam 2009 und in einer überarbeiteten Version 2010 zum Einsatz. Seit 2011 wird der neue Audi R18 eingesetzt.
Joest Racing siegte 2014 zum insgesamt 16. Mal bei den 24 Stunden von Le Mans und ist damit das erfolgreichste Sportwagenteam der Rennsportgeschichte. Die Marke Porsche hatte bis 1998 ebenfalls 16 Le-Mans-Siege eingefahren, vier davon durch Joest, trat nach 1998 werksseitig aber lange Jahre nicht dort an. 
Da Audi mit dem Ende der Motorsportsaison 2016 seine Sportwagen-Rennaktivitäten (u. a. LeMans und WEC) kurzfristig komplett einstellte, stand das Joest Racing-Team im November 2016 ohne Auftraggeber da und müsste zur Motorsportsaison 2017 einen Rennwagen aus eigener Tasche finanzieren, aufbauen und einsetzen.
2018 und 2019 nahm das Team mit Mazda als Werksteam an der IMSA WeatherTech SportsCar Championship (in der DPi-Kategorie) teil.

## Fahrer in der DTM
| 1993 | Opel Calibra V6     | Manuel Reuter  | Keke Rosberg   |                 |                |             |                 |
| 1994 | Opel Calibra V6     | Manuel Reuter  | Keke Rosberg   | „John Winter“   |                |             |                 |
| 1995 | Opel Calibra V6 4x4 | Manuel Reuter  | Yannick Dalmas | JJ Lehto        | Ni Amorim      |             |                 |
| 1996 | Opel Calibra V6     | Manuel Reuter  | Oliver Gavin   | Yannick Dalmas  | Alexander Wurz | Tony Kanaan | Masanori Sekiya |
| 2004 | Audi A4 DTM         | Emanuele Pirro | Frank Biela    | Rinaldo Capello |                |             |                 |
| 2005 | Audi A4 DTM         | Christian Abt  | Pierre Kaffer  | Rinaldo Capello | Frank Stippler |             |                 |

## Ergebnisse

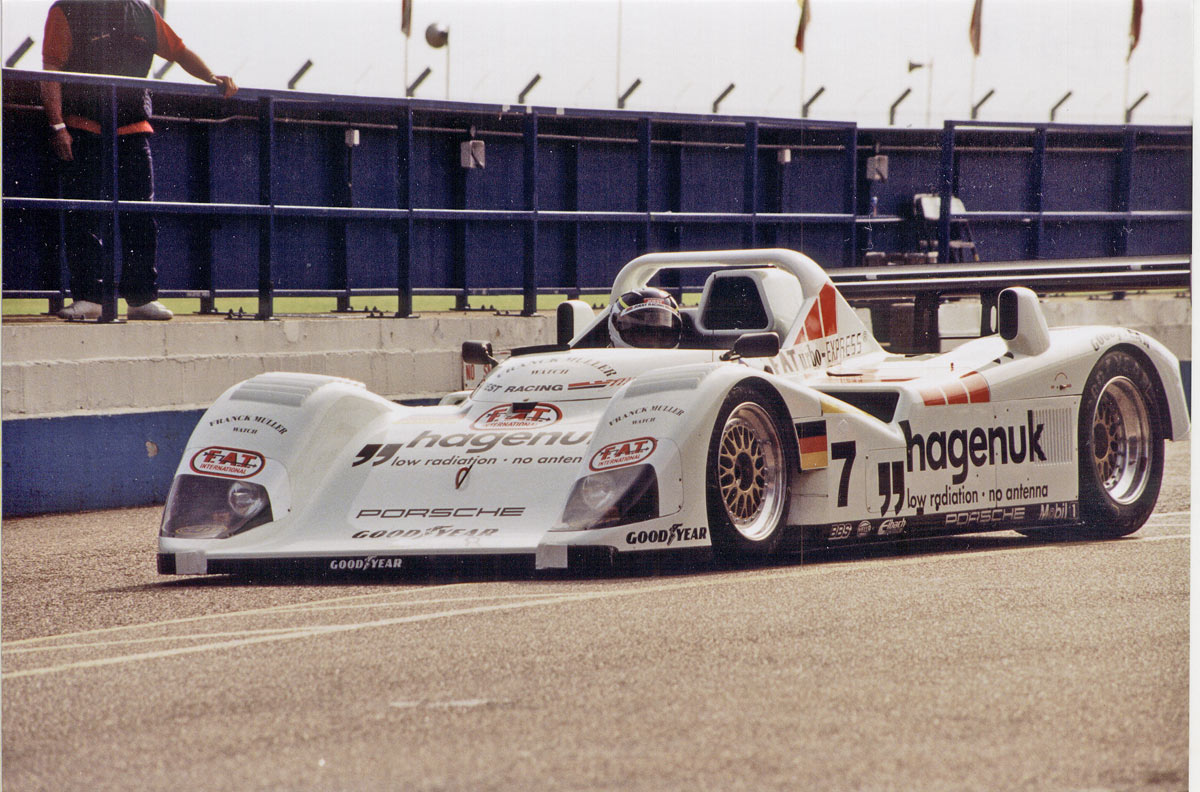
1997: TWR-Porsche WSC95

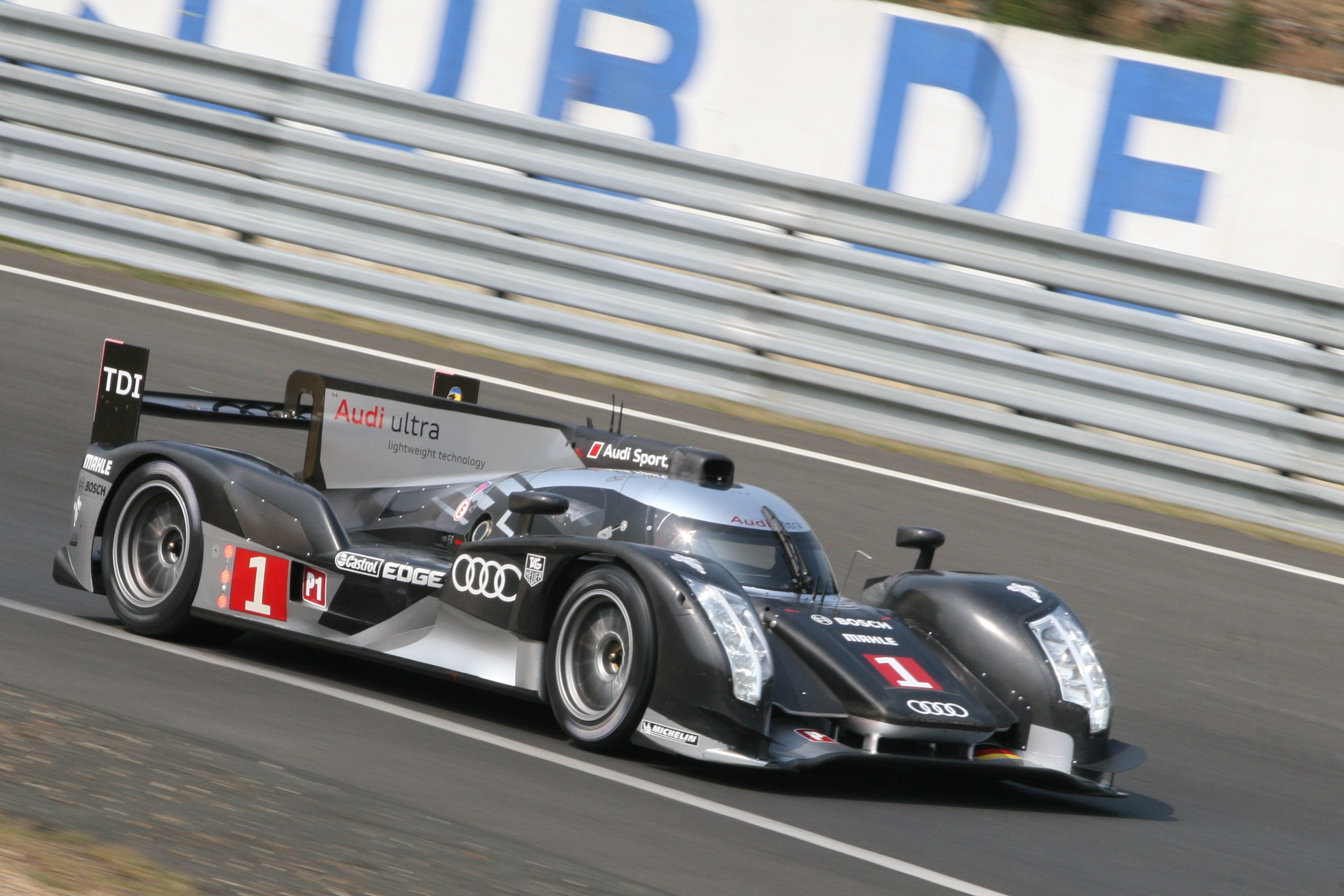
2011: Audi R18 beim Le-Mans-Vortest

### Siege in der Sportwagen-Weltmeisterschaft
| Jahr | Rennen                             | Fahrzeug            | Fahrer 1           | Fahrer 2        | Fahrer 3       |
| ---- | ---------------------------------- | ------------------- | ------------------ | --------------- | -------------- |
| 1976 | 300-km-Rennen auf dem Nürburgring  | Porsche 908/4 Turbo | Reinhold Joest     |                 |                |
| 1979 | 6-Stunden-Rennen von Dijon         | Porsche 908/3       | Reinhold Joest     | Volkert Merl    | Mario Ketterer |
| 1979 | 6-Stunden-Rennen von Brands Hatch  | Porsche 908/3 TC    | Reinhold Joest     | Volkert Merl    |                |
| 1980 | 24-Stunden-Rennen von Daytona      | Porsche 935J/T      | Reinhold Joest     | Volkert Merl    | Rolf Stommelen |
| 1980 | 1000-km-Rennen auf dem Nürburgring | Porsche 908/4 Turbo | Jürgen Barth       | Rolf Stommelen  |                |
| 1983 | 1000-km-Rennen von Monza           | Porsche 956         | Bob Wollek         | Thierry Boutsen |                |
| 1984 | 24-Stunden-Rennen von Le Mans      | Porsche 956         | Klaus Ludwig       | Henri Pescarolo |                |
| 1985 | 24-Stunden-Rennen von Le Mans      | Porsche 956         | Klaus Ludwig       | Paolo Barilla   | Louis Krages   |
| 1986 | 100-Meilen-Rennen von Nürnberg     | Porsche 956         | Klaus Ludwig       |                 |                |
| 1986 | 1000-km-Rennen von Fuji            | Porsche 956         | Piercarlo Ghinzani | Paolo Barilla   |                |
| 1989 | 480-km-Rennen von Dijon 1989       | Porsche 962C        | Bob Wollek         | Frank Jelinski  |                |

### Fahrerweltmeisterschaften in der FIA WEC
| Jahr | Team                  | Fahrzeug                | Fahrer 1       | Fahrer 2       | Fahrer 3        |
| ---- | --------------------- | ----------------------- | -------------- | -------------- | --------------- |
| 2012 | Audi Sport Team Joest | Audi R18 e-tron quattro | Marcel Fässler | André Lotterer | Benoît Tréluyer |
| 2013 | Audi Sport Team Joest | Audi R18 e-tron quattro | Loïc Duval     | Tom Kristensen | Allan McNish    |

### Die Siege in Le Mans
| Jahr | Fahrer           | Fahrer           | Fahrer           | Fahrer            | Wagen                                         |
| ---- | ---------------- | ---------------- | ---------------- | ----------------- | --------------------------------------------- |
| 1984 | Klaus Ludwig     | Klaus Ludwig     | Henri Pescarolo  | Henri Pescarolo   | Joest-Porsche 956 C                           |
| 1985 | Klaus Ludwig     | Paolo Barilla    | Paolo Barilla    | Louis Krages      | Joest-Porsche 956 C                           |
| 1996 | Manuel Reuter    | Davy Jones       | Davy Jones       | Alexander Wurz    | Joest TWR-Porsche WSC-95                      |
| 1997 | Michele Alboreto | Stefan Johansson | Stefan Johansson | Tom Kristensen    | Joest TWR-Porsche WSC-95                      |
| 2000 | Emanuele Pirro   | Frank Biela      | Frank Biela      | Tom Kristensen    | Audi R8                                       |
| 2001 | Emanuele Pirro   | Frank Biela      | Frank Biela      | Tom Kristensen    | Audi R8                                       |
| 2002 | Emanuele Pirro   | Frank Biela      | Frank Biela      | Tom Kristensen    | Audi R8                                       |
| 2003 | Rinaldo Capello  | Tom Kristensen   | Tom Kristensen   | Guy Smith         | Bentley Speed 8 (offiziell Bentley-Werksteam) |
| 2006 | Frank Biela      | Emanuele Pirro   | Emanuele Pirro   | Marco Werner      | Audi R10 TDI                                  |
| 2007 | Frank Biela      | Emanuele Pirro   | Emanuele Pirro   | Marco Werner      | Audi R10 TDI                                  |
| 2008 | Rinaldo Capello  | Allan McNish     | Allan McNish     | Tom Kristensen    | Audi R10 TDI                                  |
| 2010 | Timo Bernhard    | Romain Dumas     | Romain Dumas     | Mike Rockenfeller | Audi R15 Plus                                 |
| 2011 | Benoît Tréluyer  | Marcel Fässler   | Marcel Fässler   | Andre Lotterer    | Audi R18 TDI                                  |
| 2012 | Benoît Tréluyer  | Marcel Fässler   | Marcel Fässler   | Andre Lotterer    | Audi R18 e-tron quattro                       |
| 2013 | Allan McNish     | Tom Kristensen   | Tom Kristensen   | Loïc Duval        | Audi R18 e-tron quattro                       |
| 2014 | Benoît Tréluyer  | Marcel Fässler   | Marcel Fässler   | Andre Lotterer    | Audi R18 e-tron quattro                       |